# 大雷比察
51°0′44″N 35°10′28″E / 51.01222°N 35.17444°E
大雷比察（烏克蘭語：Велика Рибиця）是位於烏克蘭東北部的村莊，由蘇梅州蘇梅區的米罗皮利亚市镇負責管轄。該村處於普肖爾河左岸，距離米羅皮利亞4公里，海拔高度147米，2001年人口690。